# سام أندرسون
سام أندرسون (بالإنجليزية: Sam Anderson)‏ مواليد 13 مايو 1945 في داكوتا الشمالية، الولايات المتحدة، أمريكي بدأ مسيرته الفنية عام 1978.

## حياته
ولد أندرسون في وابتون، بولاية داكوتا الشمالية. حصل على درجة ماجستير في الآداب في الأدب الأمريكي والكتابة الإبداعية من جامعة نورث داكوتا وجامعة ويسكونسن. خلال عقد السبعينيات من القرن العشرين، درس الدراما في كلية Antelope Valley في لانكستر، كاليفورنيا.

## الأعمال
- سي إس آي: ميامي
- عقول إجرامية
- ماجنوم بي آي
- الملفات الغامضة
- فريندز
- ألي مكبيل
- آنجل
- إي آر
- الجميع يحب رايموند
- الضياع

## وصلات خارجية
- سام أندرسون على موقع IMDb (الإنجليزية)
- سام أندرسون على موقع ألو سيني (الفرنسية)
- سام أندرسون على موقع أول موفي (الإنجليزية)
- سام أندرسون على موقع قاعدة بيانات الأفلام السويدية (السويدية)
- سام أندرسون على موقع قاعدة بيانات الفيلم (الإنجليزية)
- سام أندرسون على موقع كينوبويسك (الروسية)